# Morrison megye
Morrison megye az Amerikai Egyesült Államokban, azon belül Minnesota államban található. Megyeszékhelye és legnagyobb városa Little Falls. Lakosainak száma 34 010 fő (2020. április 1.). Morrison megye Cass, Benton, Crow Wing, Mille Lacs, Stearns és Todd megyékkel határos.

## Népesség
A megye népességének változása:
| Lakosok száma | 33 229 | 33 230 | 33 102 | 32 872 | 32 775 | 34 010 |
|               | 2010   | 2011   | 2012   | 2013   | 2015   | 2020   |